# Горохівський район
Горохівський райо́н — колишня адміністративно-територіальна одиниця в Україні, на півдні Волинської області. Адміністративний центр — місто Горохів. Ліквідований відповідно до постанови Верховної Ради України від 17 липня 2020 року «Про утворення та ліквідацію районів», територія була приєднана до Луцького району.

## Географія
Район розташований на півдні Волині. Межує з Іваничівським, Локачинським і Луцьким районами, Львівською і Рівненською областями.
Його площа становить 1,1 тис.  км² (5,4 % території Волинської області), сільськогосподарські угіддя — 86,4 тис. га, в тому числі ріллі 74,4 тис. га, площа водного плеса становить 2,0 тис. га, з них ставки −1,5 тис. га. Ліси займають 11,6 тис. га.
Характерною особливістю Горохівського району є те, що через його територію проходить Головний європейський вододіл, який ділить басейни рік Балтійського і Чорного морів. Цей вододіл входить у межі району з Львівщини і простягається звивистою лінією на села Печихвости та Рачин.
На півдні району є поклади торфу, який видобувають у селі Ржищеві Бужанівської сільської ради. Запаси торфу є також у долині річки Липа, поблизу селища Мар'янівки. Великими горбами залягає крейда і мергель, є цінні глини, будівельні піски.
На території Горохівського району є ліси, поля, озера, а також такі річки: Безіменка, Біла, Вигода, Гнила Липа, Луга, Млинівка, Стрипа, Судилівка, Стир, Полонка, Небіжка. Через Горохівщину протікає найбільша на Волині річка Стир (протяжність в межах району 20 км). Липа — друга за величиною річка (протяжність — 43 км), її ліва притока — річка Безіменка (21 км). На південному заході району протікає річка Луга.
Серед дерев переважають дуб, граб, сосна, береза.

### Природно-заповідний фонд
- Гідрологічні заказники:

Гнила Липа.
- Загальнозоологічні заказники:

Бужанівська Дача.
- Ландшафтні заказники:

Луга-Рачинська.
- Орнітологічні заказники:

Холонів.
- Ботанічні пам'ятки природи:

Бук-Велетень, Бук-Патріарх, Ділянка лісу.
- Заповідні урочища:

Красна Гора, Холонів.
- Парки-пам'ятки садово-паркового мистецтва:

Берестечківський, Горохівський, Сидоруків.

## Адміністративний устрій
Район поділяється на 2 міських, 2 селищних і 36 сільських рад, що об'єднують 94 населених пункти. Адміністративний центр — місто Горохів.
Бодячівську, Залижнянську, Княжівську, Фусівську, Шпиколосівську сільські ради 1961 р. було передано до складу Сокальського району Львівської області.

## Економіка
На території району є чотири будівельні організації різних форм власності. Найпотужніша будівельна організація — ТзОВ «Горохівагробуд». Побутовим обслуговуванням населення займається 90 підприємців та 25 підприємств. У районі функціонує 325 закладів торгівлі, з них 226 магазинів та 46 закладів громадського харчування.
На селі, окрім 26 сільськогосподарських підприємств, діють 102 селянські (фермерські) господарства. Спеціалізація сільського господарства в рослинництві — виробництво зерна, цукрових буряків, у тваринництві — молока та м'яса.

## Транспорт
Територією району проходять такі автошляхи: Н17, Т 0302 та Т 1802.
У районі є три залізничні станції: Горохів, Звиняче та Сенкевичівка. Також низка зупинних пунктів: 98 км, Брани, Венгрівка, Галичини, Дубова Корчма, Застав'я та Ниви-Губинські.

## Населення
Чисельність населення — 56,0 тис. осіб, у тому числі: міського населення − 15 109 осіб (26,84 %); сільського — 41179 осіб (73,16 %).
В районі є два міста — Горохів і Берестечко, два селища міського типу — Мар'янівка і Сенкевичівка, 89 сіл.
Розподіл населення за віком та статтю (2001)
| Стать | Всього | До 15 років | 15-24 | 25-44 | 45-64 | 65-85 | Понад 85 |
| --- | ------ | ----------- | ----- | ----- | ----- | ----- | -------- |
| Чоловіки | 26 394 | 5537        | 3854  | 7686  | 5832  | 3312  | 173      |
| Жінки | 30 728 | 5170        | 3965  | 7450  | 6973  | 6666  | 504      |
| \| Статево-вікова піраміда \| Статево-вікова піраміда \| Статево-вікова піраміда \| \| ----------------------- \| ----------------------- \| ----------------------- \| \| Чоловіки \| Вік \| Жінки \| \| 173 \| 85 + \| 504 \| \| 276 \| 80-84 \| 674 \| \| 625 \| 75-79 \| 1668 \| \| 1115 \| 70-74 \| 2168 \| \| 1296 \| 65-69 \| 2156 \| \| 1380 \| 60-64 \| 1907 \| \| 1197 \| 55-59 \| 1505 \| \| 1663 \| 50-54 \| 1863 \| \| 1592 \| 45-49 \| 1698 \| \| 1966 \| 40-44 \| 1953 \| \| 1821 \| 35-39 \| 1688 \| \| 1869 \| 30-34 \| 1780 \| \| 2030 \| 25-29 \| 2029 \| \| 1815 \| 20-24 \| 1790 \| \| 2039 \| 15-20 \| 2175 \| \| 2000 \| 10-14 \| 1857 \| \| 1934 \| 5-9 \| 1802 \| \| 1603 \| 0-4 \| 1511 \| |        |             |       |       |       |       |          |
| Статево-вікова піраміда |        |             |       |       |       |       |          |
| Чоловіки | Вік    | Жінки       |       |       |       |       |          |
| 173 | 85 +   | 504         |       |       |       |       |          |
| 276 | 80-84  | 674         |       |       |       |       |          |
| 625 | 75-79  | 1668        |       |       |       |       |          |
| 1115 | 70-74  | 2168        |       |       |       |       |          |
| 1296 | 65-69  | 2156        |       |       |       |       |          |
| 1380 | 60-64  | 1907        |       |       |       |       |          |
| 1197 | 55-59  | 1505        |       |       |       |       |          |
| 1663 | 50-54  | 1863        |       |       |       |       |          |
| 1592 | 45-49  | 1698        |       |       |       |       |          |
| 1966 | 40-44  | 1953        |       |       |       |       |          |
| 1821 | 35-39  | 1688        |       |       |       |       |          |
| 1869 | 30-34  | 1780        |       |       |       |       |          |
| 2030 | 25-29  | 2029        |       |       |       |       |          |
| 1815 | 20-24  | 1790        |       |       |       |       |          |
| 2039 | 15-20  | 2175        |       |       |       |       |          |
| 2000 | 10-14  | 1857        |       |       |       |       |          |
| 1934 | 5-9    | 1802        |       |       |       |       |          |
| 1603 | 0-4    | 1511        |       |       |       |       |          |

## Соціальна сфера
Освітні заклади Горохівського району — це 68 загальноосвітніх шкіл. Медична мережа району нараховує 84 лікувальні заклади. У містах, селищах, селах району діє 50 клубних закладів, 44 бібліотеки, три народні музеї, три дитячі музичні школи. Три парки озеленюють та прикрашають міста Горохів, Берестечко і Мар'янівка.
Район газифікований. Із 93 населених пунктів району у 67 є природний газ.

## Політика
25 травня 2014 року відбулися Президентські вибори України. У межах Горохівського району було створено 88 виборчих дільниць. Явка на виборах складала — 79,29 % (проголосували 32 105 із 40 490 виборців). Найбільшу кількість голосів отримав Петро Порошенко — 50,07 % (16 074 виборців); Юлія Тимошенко — 21,29 % (6 836 виборців), Олег Ляшко — 16,29 % (5 231 виборців), Анатолій Гриценко — 4,17 % (1 338 виборців), Олег Тягнибок — 2,24 % (720 виборців). Решта кандидатів набрали меншу кількість голосів. Кількість недійсних або зіпсованих бюлетенів — 0,53 %.

## Пам'ятки
- Перелік пам'яток історії Горохівського району
- Перелік пам'яток археології Горохівського району
- Пам'ятки архітектури Горохівського району
- Перелік пам'яток монументального мистецтва Горохівського району